# Trígono cistohepático
Se llama tríángulo de Calot o  triángulo hepatocístico a una región anatómica delimitada medialmente por el conducto hepático común, lateralmente por el conducto cístico, y en su aspecto superior por el borde inferior del hígado. En su definición original, el límite superior del triángulo de Calot se definió como la arteria cística. En anatomía quirúrgica actual, se distinge el triángulo de Calot del triángulo hepatobiliar mediante el límite superior que es la arteria cística y el borde inferior del hígado, respectivamente. La utilidad de esta distinción recae en observar que el triángulo de Calot está contenido en el triángulo hepatocístico y por lo tanto siempre se podrá encontrar la arteria cística como contenido del triángulo hepatocístico.

## Eponimia

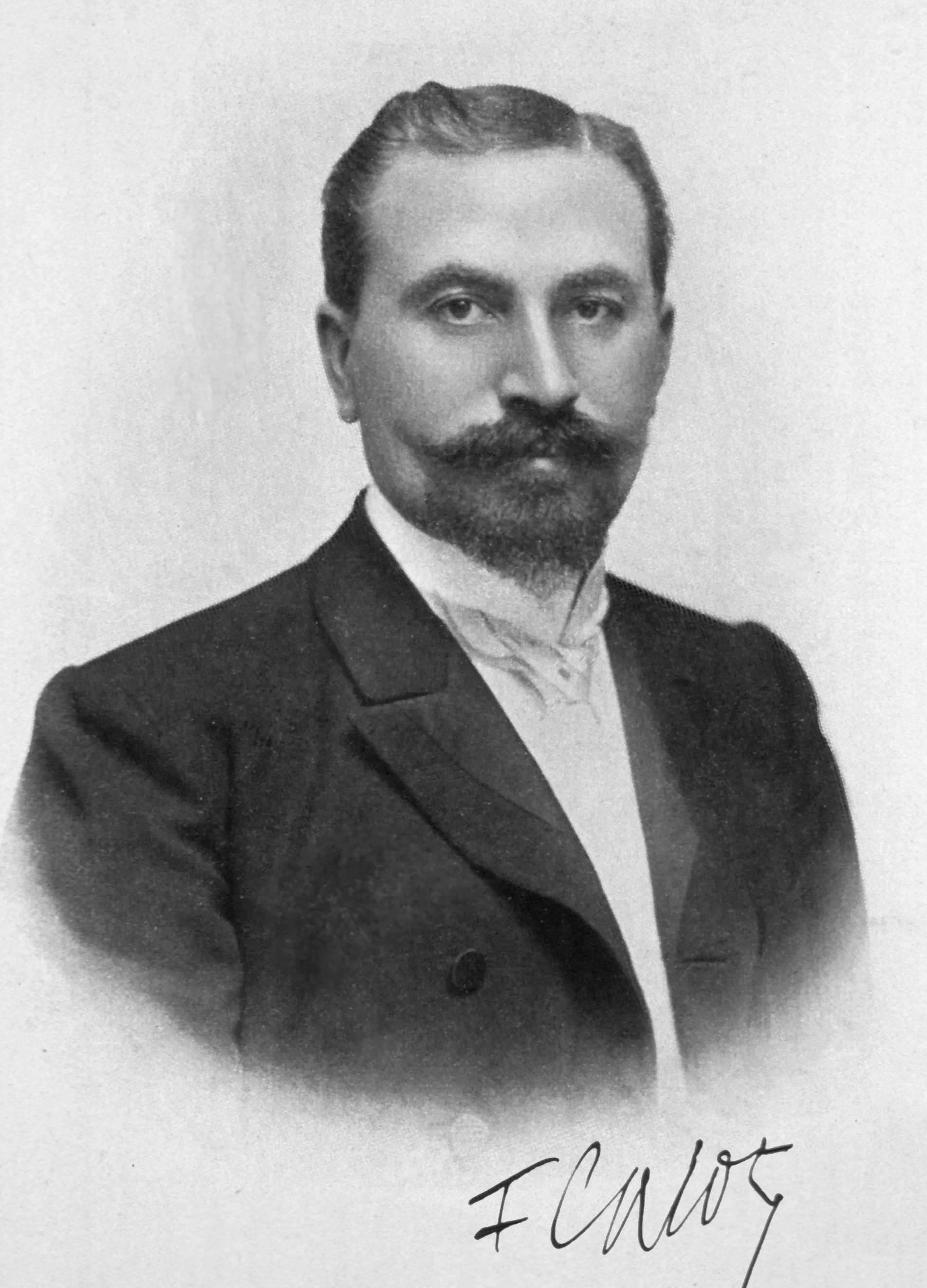
Jean-François Calot

Se ha usado el nombre de triángulo de Calot en honor a Jean-François Calot, (1861-1944) quien en su tesis doctoral "De la colecystectomie" (París,1890) describió esta zona anatómica como un triángulo isósceles dado por la arteria y conducto cístico en sus límites superior e inferior respectivamente y en su cara medial por el conducto hepático.

## Importancia clínica
La importancia clínica de reconocer las relaciones anatómicas radica en que para el cirujano es fundamental la identificación de dichas estructuras cuando se hace una cirugía de remoción de cálculos en la vesícula biliar (colelitiasis), o cuando se interviene quirúrgicamente la vesícula biliar por inflamación (colecistitis), por medio de un procedimiento quirúrgico llamado colecistectomia.
El triángulo de Calot contiene la arteria cística que es una rama accesoria de la arteria hepática derecha, por lo que su correcta disección durante el procedimiento quirúrgico de colecistectomía es fundamental para evitar una lesión en el conducto cístico. La visión crítica de seguridad en colecistectomía se define como un campo quirúrgico que incluye la arteria cística totalmente disecada de su recubrimiento peritoneal, el conducto cístico totalmente disecado de su recubrimiento peritoneal, y una ventana entre ambas estructuras y la porcion inferoposterior del hígado.     